# О-ёрой
О-ёрой (大鎧) — название группы японских средневековых доспехов, относящихся к группе ламеллярных или пластинчатых. Буквальный перевод — «большой доспех». В эпоху Хэйан (XI—XII вв) данный тип защитного вооружения становится преобладающим, причём именно в это время крепление пластинок с помощью металлических заклёпок заменяется на гибкое соединение шёлковыми шнурами. Именно эти доспехи получили широкую известность, причём, даже утратив своё практическое назначение, будучи вытесненными более совершенными моделями, сохранили ценность как элемент культа предков-героев, либо (изготовленные уже в более позднее время) становились украшением домов знати или дорогим подарком.

## Составные части доспеха

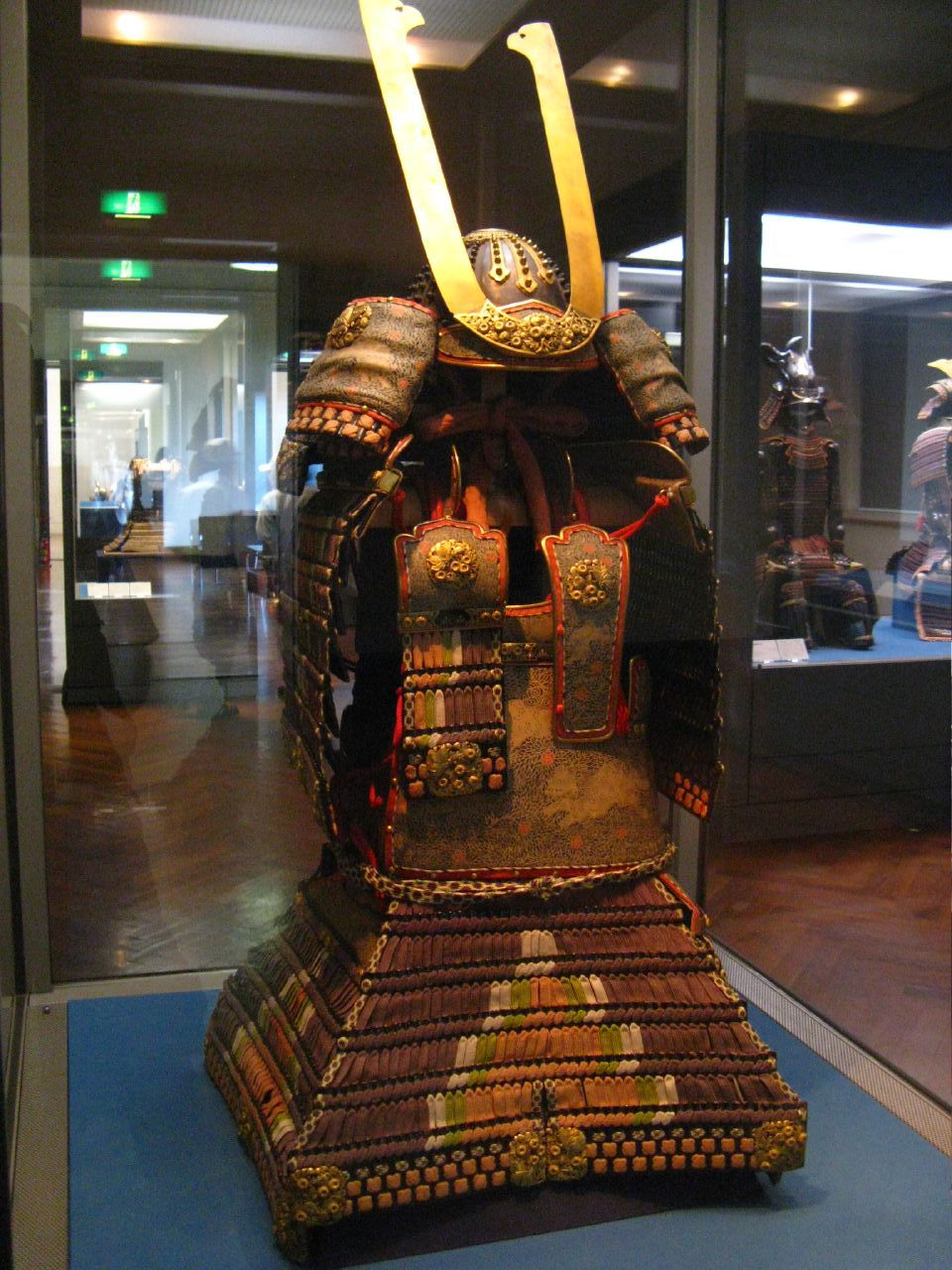
О-ёрой из Национального музея Токио.

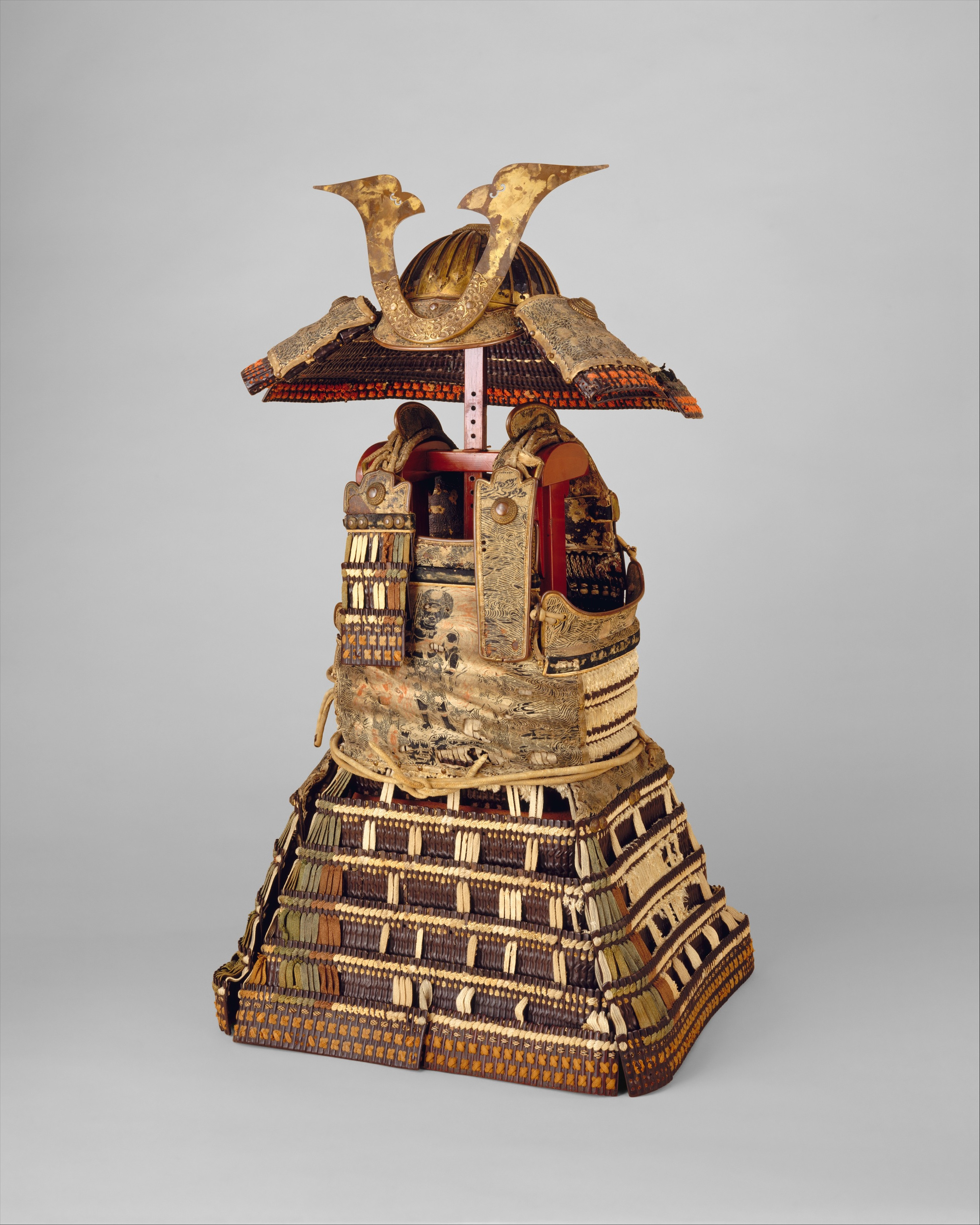
О-ёрой сёгуна Асикаги Такаудзи.

Сам доспех имел весьма сложное строение и состоял из нескольких частей, основной из которых была кираса (до). Она имела сложную конструкцию, состоящую из пластинок: четыре горизонтальных ряда прикрывали живот воина. Эти пластины назывались накагава и соединялись между собой с помощью шёлковых шнуров, причём вся конструкция для прочности крепилась к пластине из металла цубо-ита, образуя достаточно надёжную защиту живота воина.
Грудную клетку, а также верхнюю часть спины воина защищали ещё три ряда пластинок (татэагэ), причём они были усилены спереди металлической муна-ита, имевшей вырез для подбородка воина, сзади же располагалась пластина осицуко-ита, к которой крепились посредством ремней большие наплечники прямоугольной формы.
Эти наплечники, называемые содэ, и широкие набедренники придавали доспеху его уникальный и узнаваемый вид.
Содэ не имеют аналогов ни в ближневосточном, ни в западноевропейском доспехе. Ряд исследователей считает, что они происходят от щитов, которыми пользовались воины в ранние периоды существования японского государства. Как и остальные части о-ёрой, содэ были наборными и состояли из горизонтальных пластин, соединённых шнурами. По краям наплечник обрамлялся особым шнуром контрастного цвета, называющимся мими-ито.
Сверху наплечник покрывала металлическая пластина каммури-но ита, которая для защиты от сырости покрывалась кожей. Концы этой пластины закруглялись, чтобы не поранить лицо воина, а спереди и сзади к ней крепились кольца из меди или железа, служившие для крепления наплечников с помощью шнуров к доспеху. Элементом этого шнурового крепления был красивый бант агамаки, который прочно вошёл в японский самурайский доспех и продолжал использоваться уже как декоративный элемент и после того, как содэ вышли из употребления.
Несмотря на габаритные размеры, содэ были достаточно удобны для воина-лучника, поскольку при стрельбе они съезжали за спину, а когда самурай опускал руки, чтобы взяться за поводья лошади, они возвращались обратно на своё место и защищали руки владельца.
Набедренники кусадзури состояли из пяти горизонтальных рядов пластинок. К кирасе до крепились три кусадзури — по одной сзади, спереди и на левом боку. Четвёртая, правая кусадзури, являлась продолжением промежуточной пластины цубо-ита и с ней вместе называлась ваидатэ. Боковые набедренники соединялись с нагрудником до полосами узорной кожи и висели ниже, чем передний и задний, примерно на ширину одного горизонтального ряда. Благодаря этому они лучше защищали бёдра воина, сидевшего на лошади. Передний и задний кусадзури крепились такими же шнурами, которые переплетали весь доспех, и были более подвижны, чем боковые. У всадника они прикрывали обе луки седла и не мешали движениям туловища. Чтобы было удобнее ходить, нижнюю пластину передних и задних кусадзури делали из двух половин.
Доспехи о-ёрой на груди обыкновенно покрывались прямоугольным куском выделанной кожи (цурубасири-до). Его назначение было двояким: дополнительная защита того места туловища воина, которое не закрывалось лукой седла, а также создание гладкой поверхности, по которой тетива лука могла бы свободно скользить, не цепляясь за маленькие пластинки. Материал был разнообразный (от буйволовой кожи до выделанной оленьей замши), чаще всего цурубасири-до окрашивалась в светлые цвета и на ней изображались различные геометрические фигуры, орнаменты или животные. Достаточно часто в эпоху Хэйан использовались львы, который были позаимствованы японцами из Китая, в более позднее время (XII—XIV вв.) распространяется мода на изображение буддийских святых.

## Шлем и дополнительные части доспеха
Панцирь в доспехе о-ёрой дополнялся шлемом, называемым кабуто. Кабуто обеспечивал хорошую защиту головы воина и состоял из нескольких частей. Основа — это колпак-полусфера, собранная из нескольких (обычно восьми) железных пластин, соединявшихся между собой с помощью заклёпок. В разные периоды величина этих заклёпок сильно различалась: например, в период Хэйан они достигали значительных размеров и назывались о-боси («большие звезды»). На вершине шлема располагалось отверстие тэкэн, назначение которого до сих пор не выяснено и является дискуссионным вопросом: возможно, оно имело ритуальное значение (через него в воина проникал дух божества Хатимана), либо же через него выпускали вверх конец длинной шапки из шёлка (эбоси), которая вместе с пучком волос являлась своеобразным подшлемником, защищая голову от сотрясения при ударах по шлему.
Шлем кабуто снабжался массивным назатыльником с широкими отворотами, называемыми фукигаэси.

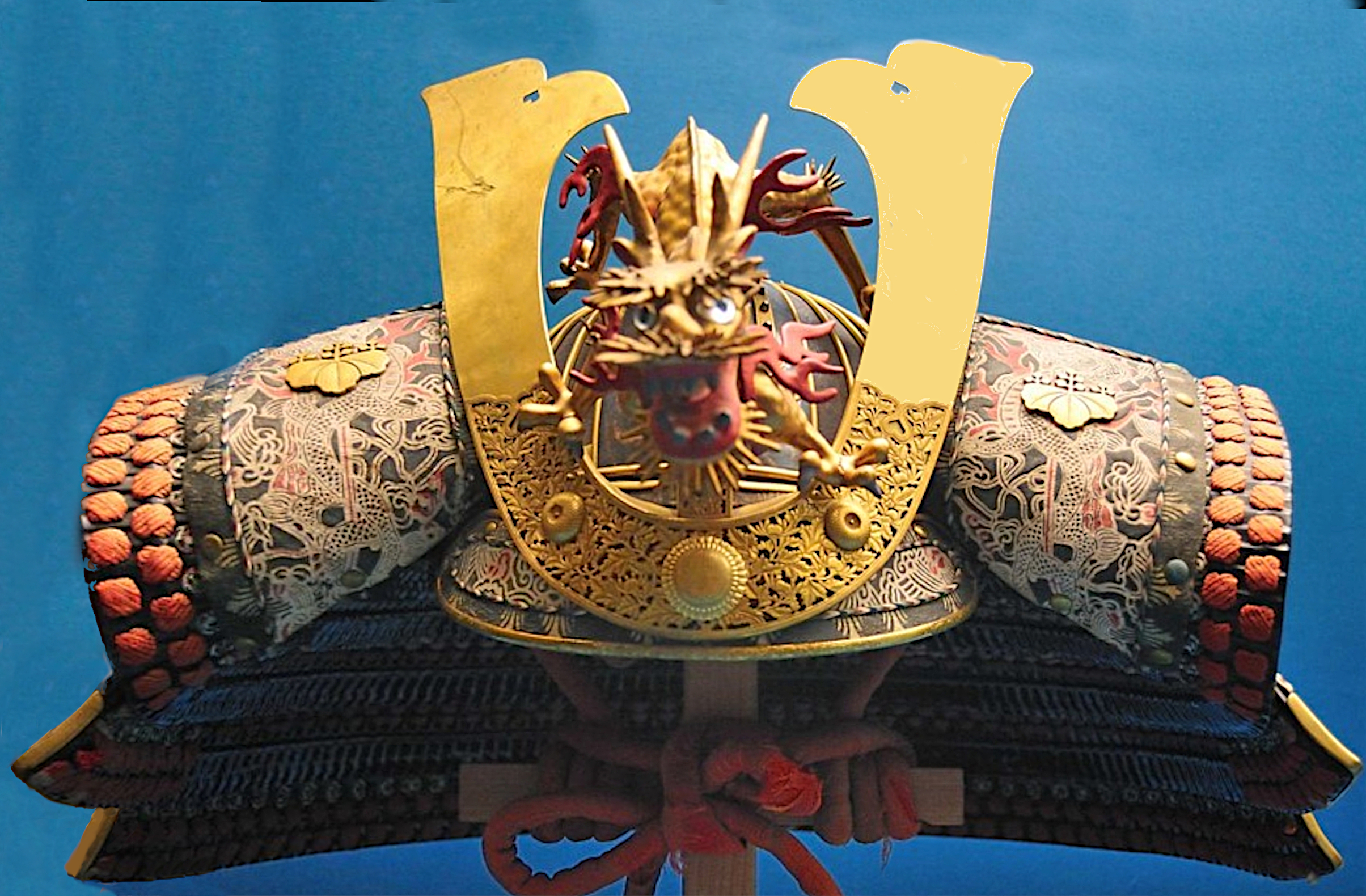
Шлем кабуто из Токийского музея

Помимо шлема, о-ёрой включал в себя защиту ног и рук воина. Наручи котэ представляли собой рукава из толстой ткани, закрывавшие руку от плеча до основания пальцев. На ткань нашивались металлические пластинки, которые часто декорировались. Отличительной особенностью о-ёрой было наличие лишь одного котэ, обычно левого, что позволяло воину легче стрелять из лука.
Поножи сунэатэ состояли из одной изогнутой металлической пластины или нескольких вертикальных, подвижно соединённых между собой с помощью железных петель, напоминающих современные дверные. Они закрывали только переднюю поверхность голени, оставляя ногу открытой сзади. Узор на пластинах, обычно золотом по воронёному металлу, совпадал с таковым на котэ. Стандартным рисунком были 1—2 горизонтальные полосы разной ширины и декоративная накладка позолоченной меди в виде хризантемы или рисунка «девять звёзд». Сунэатэ были короткими и доходили только до нижнего края колена. На ноге они удерживались двумя широкими лентами, завязанными сверху и снизу.

## Цветовая гамма доспеха о-ёрой
Цвета доспехов имели важное значение, поскольку на поле боя было весьма трудно различать «своих» и «чужих», облачённых в одинаковые панцири. Как считают исследователи, обзаводиться «собственными» цветами кланы стали ещё в конце IX века, причём первыми, кто это сделал, стали регенты Фудзивара, выбравшие салатовый цвет. Были свои цвета и у главных акторов войны Гэмпей: клан Минамото предпочитал доспехи чёрного цвета, а их противники Тайра — красно-пурпурный. Впрочем, многие известные самураи предпочитали уникальную цветовую гамму, которая бы отличала их от остальных:

«Одетый в красную парчовую накидку назвал себя Ёсицунэ; тот, что был в красных доспехах, опоясанный большим мечом, назывался Хатакэяма Сигэтада; <…> тот, что был в черных доспехах, назывался Кадзивара Кагэсуэ, а желтых — Сасаки Такацуна».— «Нихон Гайси»
С другой стороны, бедные воины могли использовать трофеи, захваченные у неприятеля, что тоже отличало их от соратников. Были случаи, когда и знаменитые полководцы, опасаясь покушения на свою жизнь, использовали в целях маскировки доспехи различных цветов. Вот что говорит по этому поводу «Хайкэ-Моногатари»:

«Прежде всего надо схватиться с Куро Ёсицунэ (Минамото Ёсицунэ), их полководцем! Куро лицом бел, ростом мал, зубы торчат вперед — по этим признакам можно его узнать. Вот только кафтан и панцирь он то и дело меняет, так что отыскать его будет, пожалуй, не так просто!»— Монах Юкинага. Повесть о доме Тайра
Особую роль играл белый цвет — символ траура — его часто использовали воины, готовые умереть в бою. Таким образом не следует считать, что воины одного клана имели единообразно окрашенные доспехи, своеобразную униформу, такая практика в XI—XII веках только начинает находить применение и будет реализована лишь в эпоху Сэнгоку (конец XV в.).
Цветовая гамма о-ёрой складывалась из целого ряда элементов: это окраска самих защитных пластинок, из которых набирался панцирь, а также соединительных шнуров, называемых одоси, и цурубасири-но гава, выделанного куска кожи, прикрывающего грудь воина.
Пластинки доспеха изготавливались из разных материалов — это могла быть как кожа, так и железо, но все они покрывались специальным лаком (уруси). Делалось это не только из эстетических соображений, но и для предохранения металла от сырого климата. Процесс покрытия лаком проходил в несколько приёмов, таким образом лаковый слой был весьма толстым, что препятствовало случайным сколам. Окраска осуществлялась с помощью разнообразных минеральных и растительных пигментов: чёрный цвет давала сажа, красный — киноварь, получаемая путём смешения ртути и серы. Красный и чёрный давали очень популярный коричневый цвет (считается, что это было связано с модой на все старинное, а коричневый имитировал ржавчину).
Помимо покрытия лаком пластинки зачастую ещё и декорировались, причём весьма причудливым образом. Некоторые оружейники добавляли в лак растолчённый коралл, глиняный порошок или даже изрубленную солому — все это позволяло создать фактурное покрытие и интересный рисунок. Самые богатые заказчики могли позволить себе лак с позолотой (добавление порошкового или листового золота).

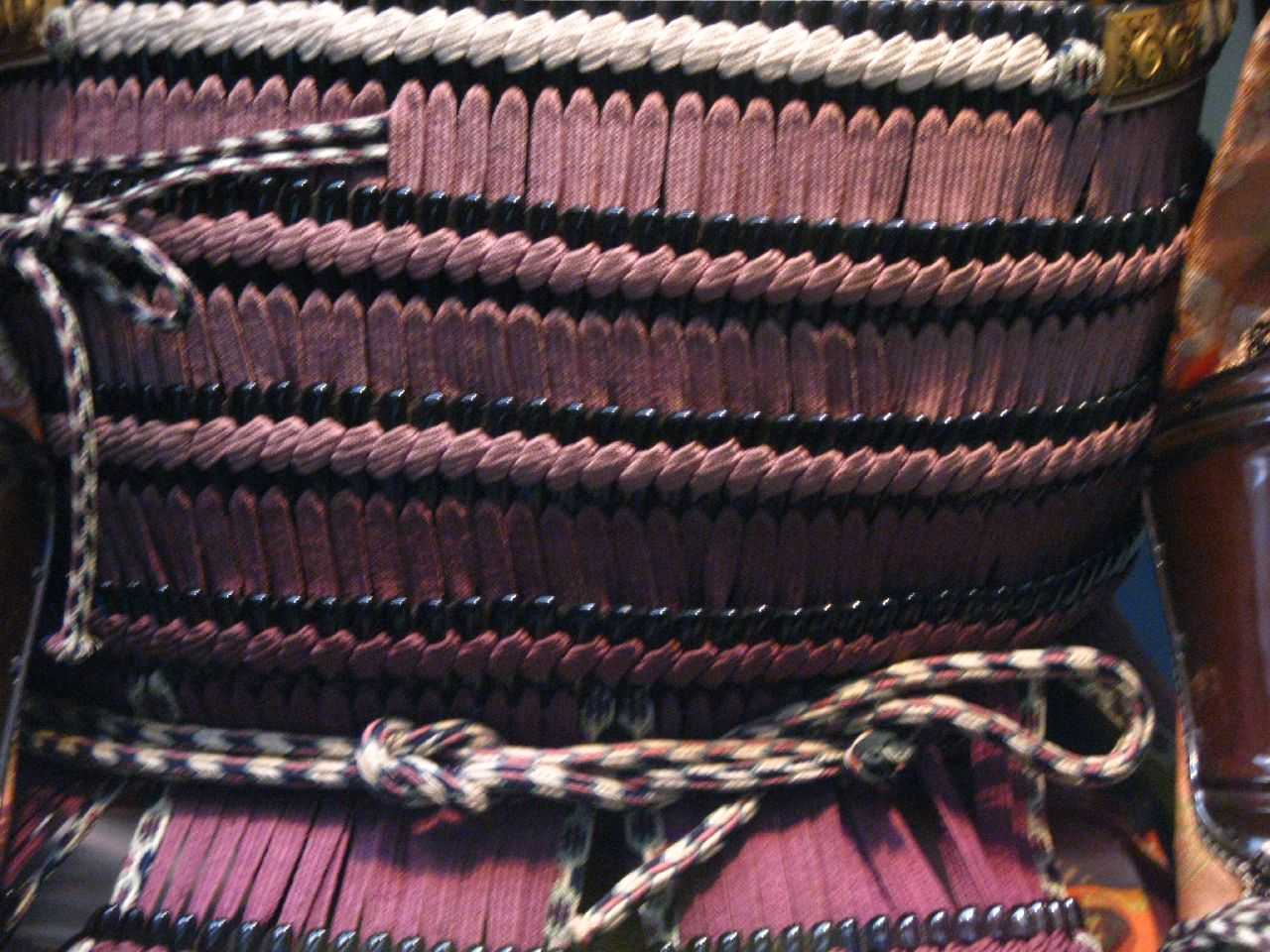
О-ёрой со шнуровкой мурасаки

Другим важным составляющим элементом цветовой гаммы доспеха были шнуры-одоси, соединяющие металлические пластинки. Они изготавливались из различных материалов. но чаще всего были либо кожаные (кава-одоси), либо шёлковые (ито-одоси). Популярными цветами для шнуров были aка (красный), хи (оранжевый, «огненный»), курэнай (малиновый), куро (чёрный), мидори (зелёный), кон (синий), ки (жёлтый), тя (коричневый, «чайный»), сиро (белый) и мурасаки (фиолетовый). Окраска осуществлялась с помощью натуральных пигментов, которые отличались разной степенью стойкости, что также накладывало отпечаток на конечный выбор воина. Например, краска индиго, дающая синий цвет, защищала шёлк от выцветания, а красная марена была весьма нестойкой. Разумеется, богатые самураи могли себе позволить частые перекраски своей амуниции, а те, кто был победнее, красили шнуры в более экономные цвета.

## Удобства и недостатки о-ёрой по сравнению с европейскими доспехами
Вокруг о-ёрой, как и меча катаны, сложилось множество мифов. Этому доспеху зачастую приписывают выдающиеся качества: лёгкость (в сравнении с европейским защитным вооружением), сочетающуюся с отличными защитными свойствами и удобством в ношении. Распространено и мнение, что самурай мог сам без посторонней помощи облачаться в о-ёрой, что тоже говорило о его удобстве и конструктивном совершенстве.
Нужно отметить, что большинство подобных положений являются ошибочными. Так, вес о-ёрой был достаточно большим. Например, хранящийся в Нью-Йорке (Метрополитен-музей) экземпляр весит около 12 килограммов, причём это вес лишь самой кирасы без массивных наплечников, а также защиты рук и ног. Отсутствующие элементы могли увеличить вес комплекта до 20—25 килограммов, что соответствовало весу кольчужного европейского доспеха.
Дополнительное неудобство для облачённого в о-ёрой воина доставляла и его конструктивная особенность, заключающаяся в том, что он создавал значительную нагрузку на плечи владельца (буквально «висел» на них). Во время боя на коне этот недостаток устранялся тем, что нижним краем доспех упирался в седло, но для длительного пешего боя он не годился.
Обилие шнуров также создавало ряд проблем: за них легко могло «зацепиться» острие копья, шнуры намокали в дождь и растягивались, в теплом климате в них могли заводиться различные насекомые, что тоже доставляло значительные неудобства владельцу .
Мнение о том, что самурай самостоятельно облачался в доспехи, также ошибочно, поскольку они имели множество шнуров и завязок, значительная часть которых располагалась на спине, что требовало помощи слуги.
Таким образом, большой японский доспех о-ёрой представлял собой достаточно узко специализированное защитное вооружение, предназначенное для конного-лучника. Впоследствии, когда к концу XV века японцы перешли на широкое использование копий, он становится парадным доспехом для знати, утрачивая своё военное значение.